# Villaluenga de la Vega
Villaluenga de la Vega és un municipi de la província de Palència a la comunitat autònoma de Castella i Lleó (Espanya). Comprèn les pedanies de Barrios de la Vega, Quintanadíez de la Vega i Santa Olaja de la Vega.

## Demografia
| 1991 | 1996 | 2001 | 2004 |
| ---- | ---- | ---- | ---- |
| 762  | 686  | 676  | 667  |